# 暴太郎戰隊Don Brothers THE MOVIE 新·初戀英雄
《暴太郎戰隊Don Brothers THE MOVIE 新•初戀英雄》（日语：暴太郎戦隊ドンブラザーズ THE MOVIE 新・初恋ヒーロー），是日本特攝節目《暴太郎戰隊Don Brothers》於2022年7月22日上映的獨立劇場版作品。
此外日本、香港與台灣皆同步公開《假面騎士REVICE》劇場版《劇場版 假面騎士REVICE Battle Familia》。

## 本作特色
- 本作的時間點定位於《暴太郎戰隊Don Brothers》本篇Don20話-Don21話之間。
- 本作繼《魔進戰隊煌輝者VS龍裝者》後，第二部以拍攝電影為主題的劇場版作品。
- 本作繼《騎士龍戰隊龍裝者 特別篇 Memory of Soulmate》《機界戰隊全開者 THE MOVIE 赤色戰鬥！全戰隊大集會！！》後，為第三部劇中沒有限定戰力機體登場的獨立劇場版作品。

## 故事概要
電影新‧初戀英雄決定開拍！？
金牌監製三枝玲子竟為這部作品，找來桃井太郎等真‧英雄出演，並在名導演黑岩指揮下開鏡。
然而黑岩導演認為靈感比任何事都更重要，以致電影拍攝朝著意想不到的混亂方向展開！
到底在所有演員都陷入混亂的情況下，電影拍攝能否順利完成？而令遙被指控抄襲的新‧初戀英雄，其原作者的真正身份是誰？

## 登場角色

### 暴太郎戰隊Don Brothers
桃井 太郎／ Don桃太郎
演：樋口幸平
猿原 真一／ 猿Brother
演：別府由來
鬼頭 遙／ 鬼Sister
演：志田琥珀
犬塚 翼／ 犬Brother
演：柊太朗
雉野 剛／ 雉Brother
演：鈴木浩文
桃谷 次郎／ Don龍悟空／ Don虎伏特
演：石川雷藏

### 腦人三人眾
索諾伊
演：富永勇也
 索諾妮
演：宮崎亞美紗
 索諾薩
演：高橋慎之介

### 相關人物
五色田 介人／ 全開凱撒BLACK
演：駒木根葵汰
椎名 直樹

### 本作登場人物
三枝 玲子
演：島崎和歌子
電影製作人。
看中了腦人三人眾以及除了次郎外的五位Don Brothers戰士後則邀請其參與《新·初戀英雄》的電影拍攝。
黑岩導演
演：姜暢雄
實行現實主義風格的電影導演。
因其想拍攝好電影的慾望而人鬼化為忍風鬼，但最後被Don Brothers打敗而恢復為人類。
結木 香
演：岸田里佳
為太郎與遙於送快遞時認識的婦人。

## 外部連結
- 官方網站 （页面存档备份，存于）（日語）
- 官方的X（前Twitter）（日語）